# Vandellòs i l'Hospitalet de l'Infant
Vandellòs i l'Hospitalet de l'Infant est une commune de la province de Tarragone, en Catalogne, en Espagne, de la comarque de Baix Camp.